# Buxus colchica
Buxus colchica (sin. B. hyrcana) es una especie de planta fanerógama perteneciente a la familia  Buxaceae, nativa de Azerbaiyán, Georgia, Rusia, Irán y Turquía. Está catalogada como casi amenazada por pérdida de hábitat.

## Descripción
Es un arbusto o pequeño árbol perenne, estrechamente emparentado con Buxus sempervirens, y en ocasiones considerado como un sinónimo de ella. Visualmente es muy similar a B. sempervirens.

## Taxonomía
Buxus colchica fue descrita por Antonina Poyárkova y publicada en Ref. Naucno-Issl. Rabot, Otd. Biol. Nauk, 1945:7., 1947.
Etimología
Buxus: nombre genérico que deriva del griego antiguo bus, latinizado buxus,  buxum que es nombre dado al boj.
colchica: epíteto latino que significa "de Colchis, en el Asia Menor, al este del Ponto Euxino".